# 25 december
25 december är den 359:e dagen på året i den gregorianska kalendern (360:e under skottår). Det återstår 6 dagar av året.

## Återkommande bemärkelsedagar

### Helgdagar
- Juldagen firas i västerländsk kristendom som en påminnelse om Jesus födelse. I vissa länder, exempelvis i Sverige och Finland, är det huvudsakliga julfirandet dock förlagt till julafton den 24 december.

### Flaggdagar
- Danmark, juldagen
- Norge, juldagen
- Sverige, juldagen
- USA, juldagen

## Namnsdagar

### I den svenska almanackan
- Nuvarande – Juldagen
- Föregående i bokstavsordning
  - Juldagen – Denna dag har aldrig haft något personnamn i den svenska almanackan, utan har sedan gammalt endast haft benämningen Juldagen, vilket inte har ändrats.
- Föregående i kronologisk ordning
  - Före 1901 – Juldagen
  - 1901–1985 – Juldagen
  - 1986–1992 – Juldagen
  - 1993–2000 – Juldagen
  - Från 2001 – Juldagen
- Källor
  - Brylla, Eva (red.). Namnlängdsboken. Gjøvik: Norstedts ordbok, 2000 ISBN 91-7227-204-X
  - af Klintberg, Bengt. Namnen i almanackan. Gjøvik: Norstedts ordbok, 2001 ISBN 91-7227-292-9

### Finlandssvenska almanackan
- Nuvarande från 1964[1] – Juldagen
- I föregående revideringar[a][2]
  - 1929–1963 – Juldag

## Händelser

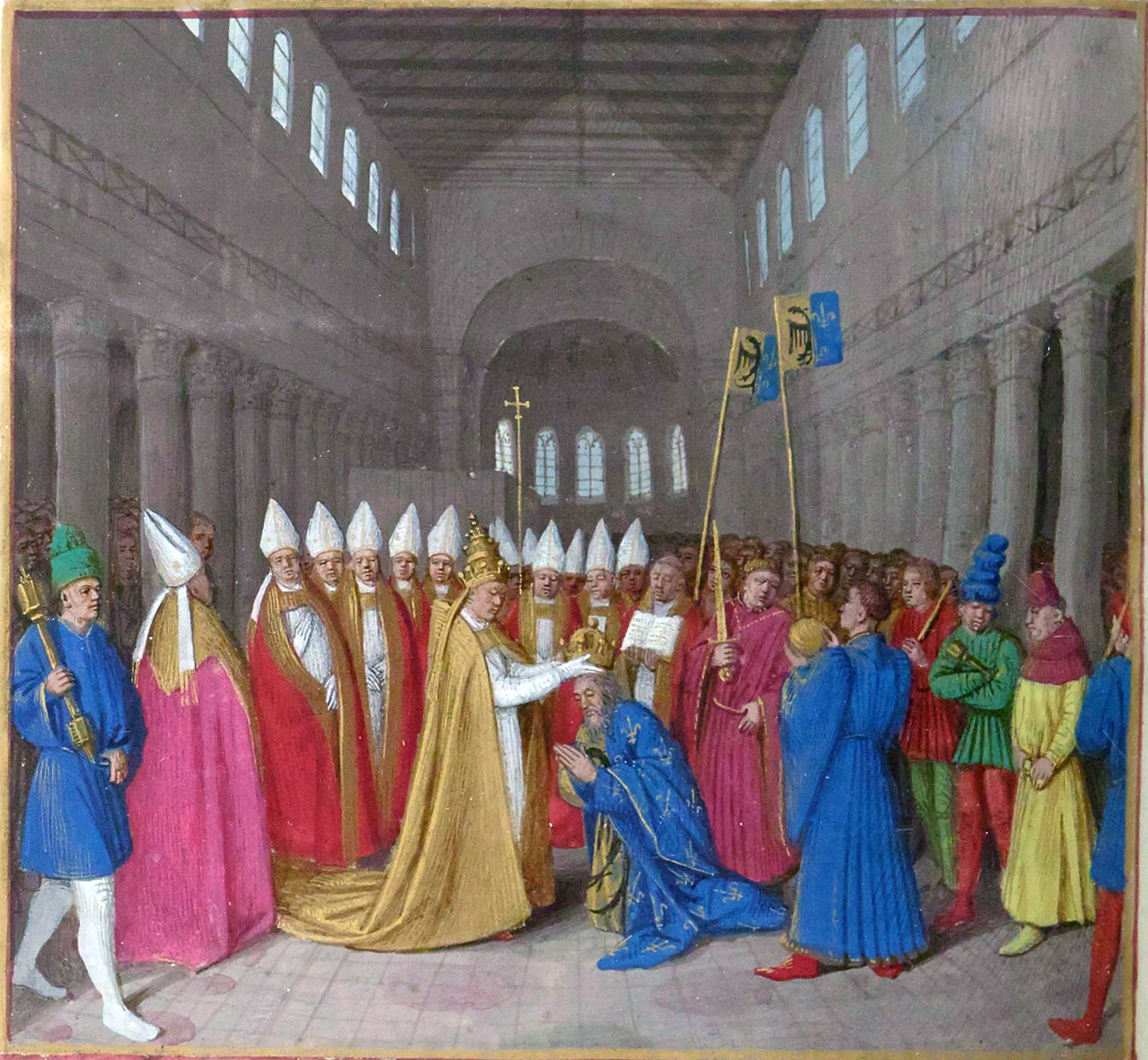
Kröningen av Karl den store

- 800 – Kröningen av Karl den store i Aachens domkyrka.
- 1003 – Sedan Johannes XVII har avlidit den 6 november väljs Giovanni Fasano till påve och tar namnet Johannes XVIII.
- 1013 – Den danske kungen Sven Tveskägg blir kung av England efter en framgångsrik dansk invasion sommaren samma år. Han dör dock bara lite mer än en månad senare (3 februari året därpå).
- 1046 – Sedan Gregorius VI har blivit avsatt fem dagar tidigare väljs Suidger av Morsleben och Hornburg av synoden i Sutri till påve och tar namnet Clemens II.[3]
- 1066 – Vilhelm Erövraren kröns på juldagen till kung av England. Därmed grundas den normandiska kungaätt, som i olika förgreningar kommer att styra över England till 1603.
- 1559 – Sedan Paulus IV har avlidit den 18 augusti väljs Giovanni Angelo de' Medici till påve och tar namnet Pius IV.
- 1914 – Julfreden.
- 1991 – Michail Gorbatjov avgår som president för Sovjetunionen.

## Födda

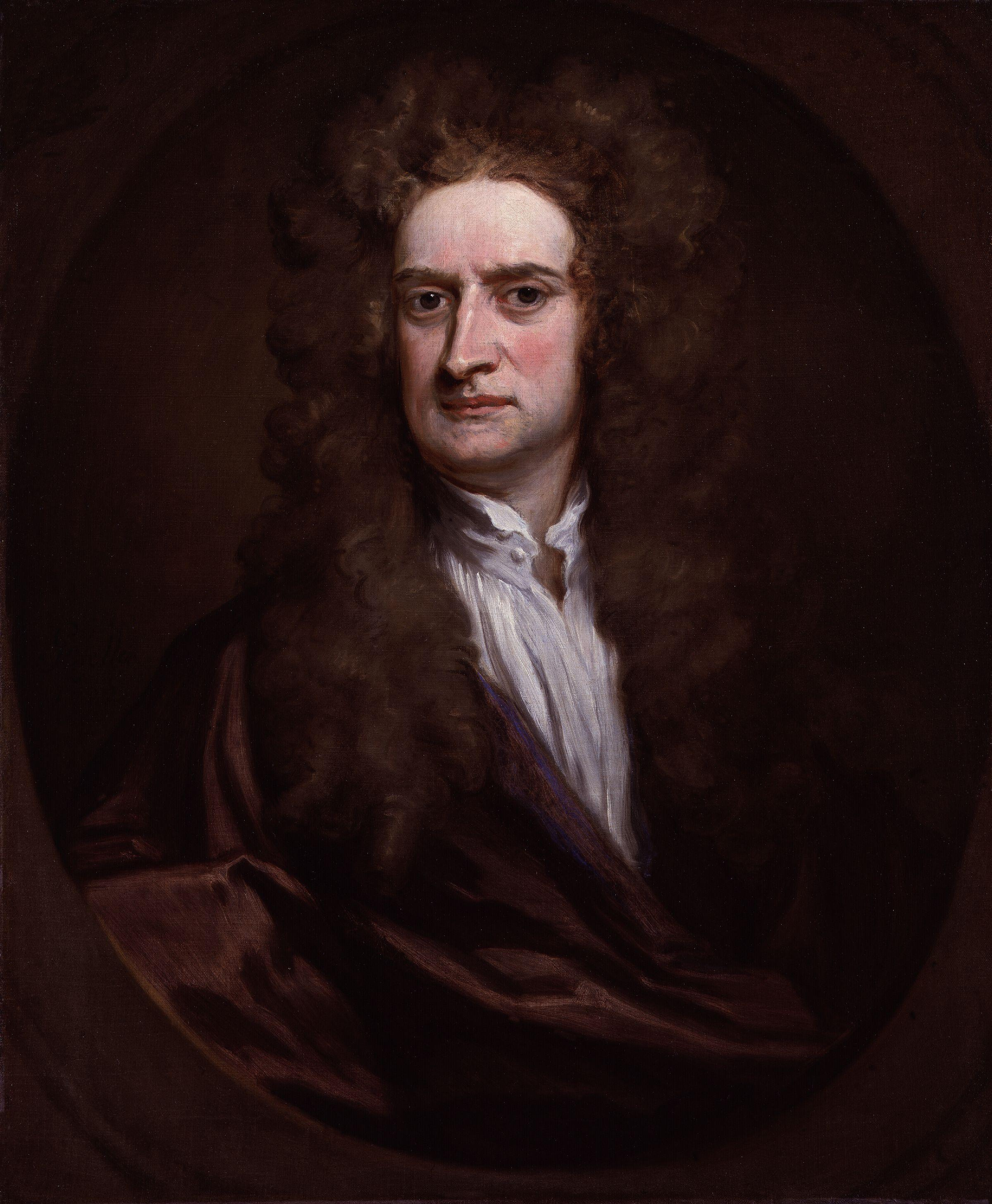
Sir Isaac Newton

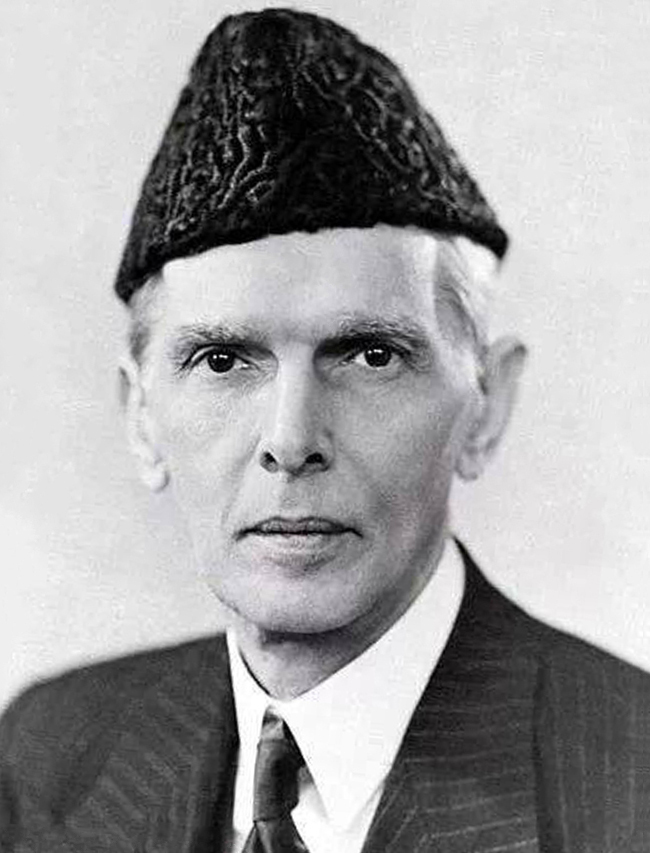
Muhammed Ali Jinnah

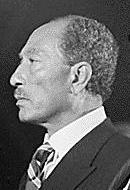
Anwar Sadat

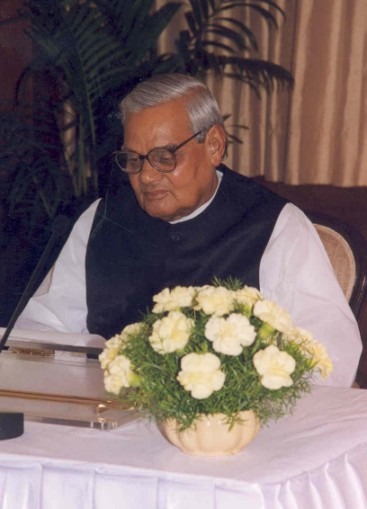
Atal Bihari Vajpayee

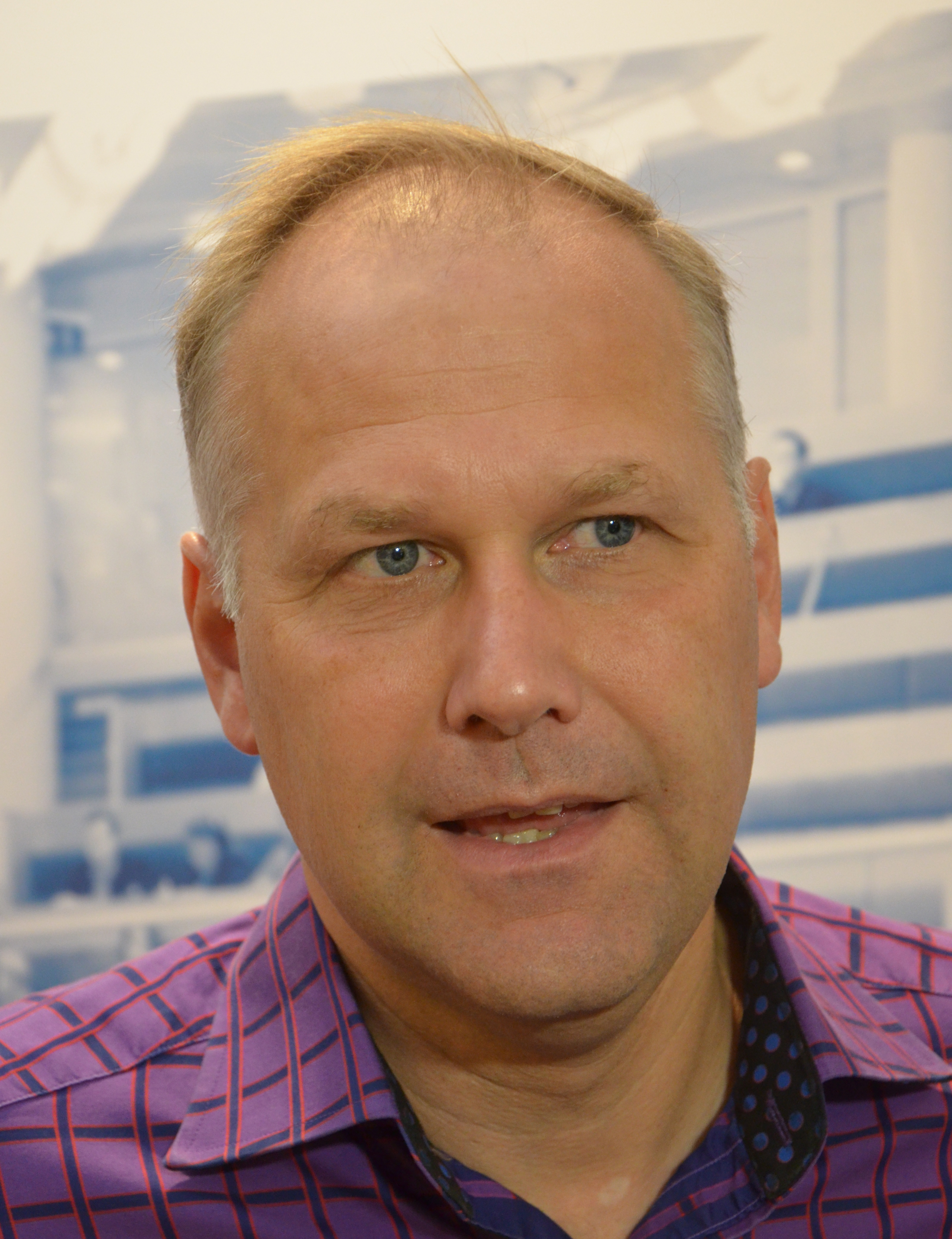
Jonas Sjöstedt

- 1642 – Isaac Newton, brittisk fysiker och matematiker
- 1698 – Jakob Houbraken, nederländsk kopparstickare
- 1728 – Robert Orme, brittisk historiker
- 1740 – Christoffer Bogislaus Zibet, svensk ämbetsman, ledamot av Svenska Akademien
- 1742 – Charlotte von Stein, Johann Wolfgang von Goethes flickvän
- 1771 – Dorothy Wordsworth, brittisk författare
- 1799 – Eli Perry, amerikansk demokratisk politiker, kongressledamot
- 1808 –  Albert Grisar, belgisk tonsättare
- 1821 – Clara Barton, grundare av det amerikanska Röda Korset
- 1837 – Cosima Wagner, dotter till Franz Liszt, maka till Richard Wagner
- 1852 – Henry Gage, amerikansk republikansk politiker, Kaliforniens 20:e guvernör
- 1856 – Brandon Thomas, brittisk författare, pjäsförfattare och teaterskådespelare
- 1865 – Evangeline Booth, brittisk-amerikansk frälsningssoldat, Frälsningsarméns general
- 1876
  - Adolf Windaus, tysk kemist, mottagare av Nobelpriset i kemi 1928
  - Muhammed Ali Jinnah, Pakistans första generalguvernör
- 1878 – Louis Chevrolet, amerikansk racerförare, grundare av bilmärket Chevrolet
- 1883 – Maurice Utrillo, fransk Montmartre-målare
- 1887 – Conrad Hilton, amerikansk företagsledare, grundade hotellkedjan Hilton
- 1889 – Gabriel Alw, svensk skådespelare, teaterpedagog och regissör
- 1890 – Hugo Bolander, svensk filmproducent, regissör, skådespelare och manusförfattare
- 1896 – Tryggve Jerneman, svensk skådespelare
- 1899
  - Humphrey Bogart, amerikansk skådespelare
  - John Bowers, amerikansk skådespelare
- 1904 – Gerhard Herzberg, tysk-kanadensisk kemist och fysiker, mottagare av Nobelpriset i kemi 1971
- 1905 – Ann Ronell, amerikansk jazzkompositör
- 1906
  - Hilding Bladh, svensk filmfotograf
  - Ernst Ruska, tysk fysiker, mottagare av Nobelpriset i fysik 1986
- 1907
  - Cab Calloway, amerikansk jazzorkesterledare och vokalist
  - Andrew Cruickshank, skotsk skådespelare
- 1908 – Quentin Crisp, författare och aktivist för homosexuellas rättigheter
- 1909 – Harald Molander, svensk regissör och filmproducent
- 1911 – Louise Bourgeois, fransk skulptör.
- 1912 – Tony Martin, amerikansk skådespelare och sångare
- 1913
  - Henri Nannen, tysk journalist och publicist
  - Arvid Nilssen, norsk skådespelare
- 1915 – Pete Rugolo, amerikansk orkesterledare
- 1917 – Toivo Pawlo, brittiskfödd, svensk skådespelare
- 1918
  - Ahmed Ben Bella, algerisk frihetshjälte och landets förste premiärminister och president
  - Bertie Mee, engelsk fotbollstränare och fotbollsspelare
  - Anwar Sadat, Egyptens president. Mottagare av Nobels fredspris 1978
- 1923 – René Girard, fransk-amerikansk historiker och litteraturvetare
- 1924
  - Atal Bihari Vajpayee, Indiens premiärminister
  - Rod Serling, amerikansk manusförfattare, programledare för The Twilight Zone
- 1927 – Ram Narayan, indisk sarangispelare
- 1928 – Rolf Björling, svensk operasångare (tenor)
- 1936
  - Ismail Merchant, indisk filmproducent
  - Dharam Singh, indisk advokat och politiker (INC)
- 1937 – Johan Lönnroth, svensk nationalekonom och politiker (V)
- 1938 – John E. Peterson, amerikansk republikansk politiker, kongressledamot
- 1941 – Birgit Friggebo, svensk politiker (folkpartist), före detta statsråd och landshövding
- 1943 – Hanna Schygulla, tysk skådespelare
- 1944
  - Anna Sällström, svensk skådespelare
  - Jairzinho, brasiliansk fotbollsspelare
- 1945
  - Rick Berman, amerikansk tv-producent
  - Paula Brandt, svensk skådespelare
  - Noel Redding, brittisk basist/gitarrist, var medlem i The Jimi Hendrix Experience
  - Gary Sandy, amerikansk skådespelare
  - Kenny Stabler, amerikansk fotbollsspelare
- 1946
  - Jimmy Buffett, amerikansk countrysångare, låtskrivare
  - Larry Csonka, amerikansk fotbollsspelare
  - Stuart Wilson, brittisk skådespelare
- 1948 – Barbara Mandrell, amerikansk sångare och skådespelare
- 1949 – Sissy Spacek, amerikansk skådespelare
- 1951 – PK Mahanandia, indisk konstnär
- 1952 – Desireless, fransk sångare
- 1954
  - Robin Campbell, brittisk musiker, gitarrist och sångare i UB40
  - Annie Lennox, brittisk musiker, sångare i Eurythmics
- 1956 – Christine Hakim, indonesisk skådespelare
- 1957 – Shane MacGowan, irländsk musiker och poet
- 1958
  - Rickey Henderson, baseballspelare
  - Christina Romer, amerikansk ekonom
- 1964 – Jonas Sjöstedt, svensk politiker (V), partiordförande
- 1965
  - Edward Davey, brittisk parlamentsledamot för Liberal Democrats
  - Kajsa Ingemarsson, svensk skådespelare och manusförfattare.
- 1967 – Jason Thirsk, amerikansk musiker, basist
- 1971
  - Dido, brittisk sångare
  - Justin Trudeau, Kanadas premiärminister
- 1972 – Pär Strömberg, svensk konstnär
- 1974 – Iván Moro, spansk vattenpolospelare
- 1976
  - Tuomas Holopainen, finsk artist, kompositör, grundare av bandet Nightwish
  - Armin van Buuren, nederländsk DJ och producent
- 1977 – Sandra Huldt, svensk skådespelare
- 1985
  - Elona Bojaxhi, amerikansk skådespelare med albanskt ursprung
  - Harry Judd, brittisk musiker, medlem i McFly
- 1990 – Lisa Larsen, svensk skidåkare, orienterare och löpare
- 1995 – Mimmi Sandén, svensk sångare
- 2001 – Aleksandra Kałucka, polsk sportklättrare

## Avlidna
- 795 – Hadrianus I, påve
- 820 – Leo V, bysantinsk kejsare
- 1012 – Gregorius VI, motpåve

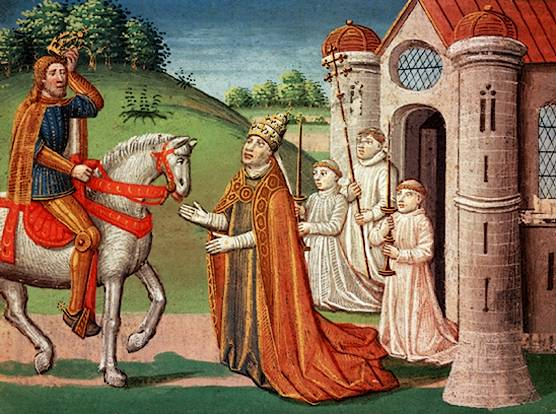
Hadrianus I och Karl den store

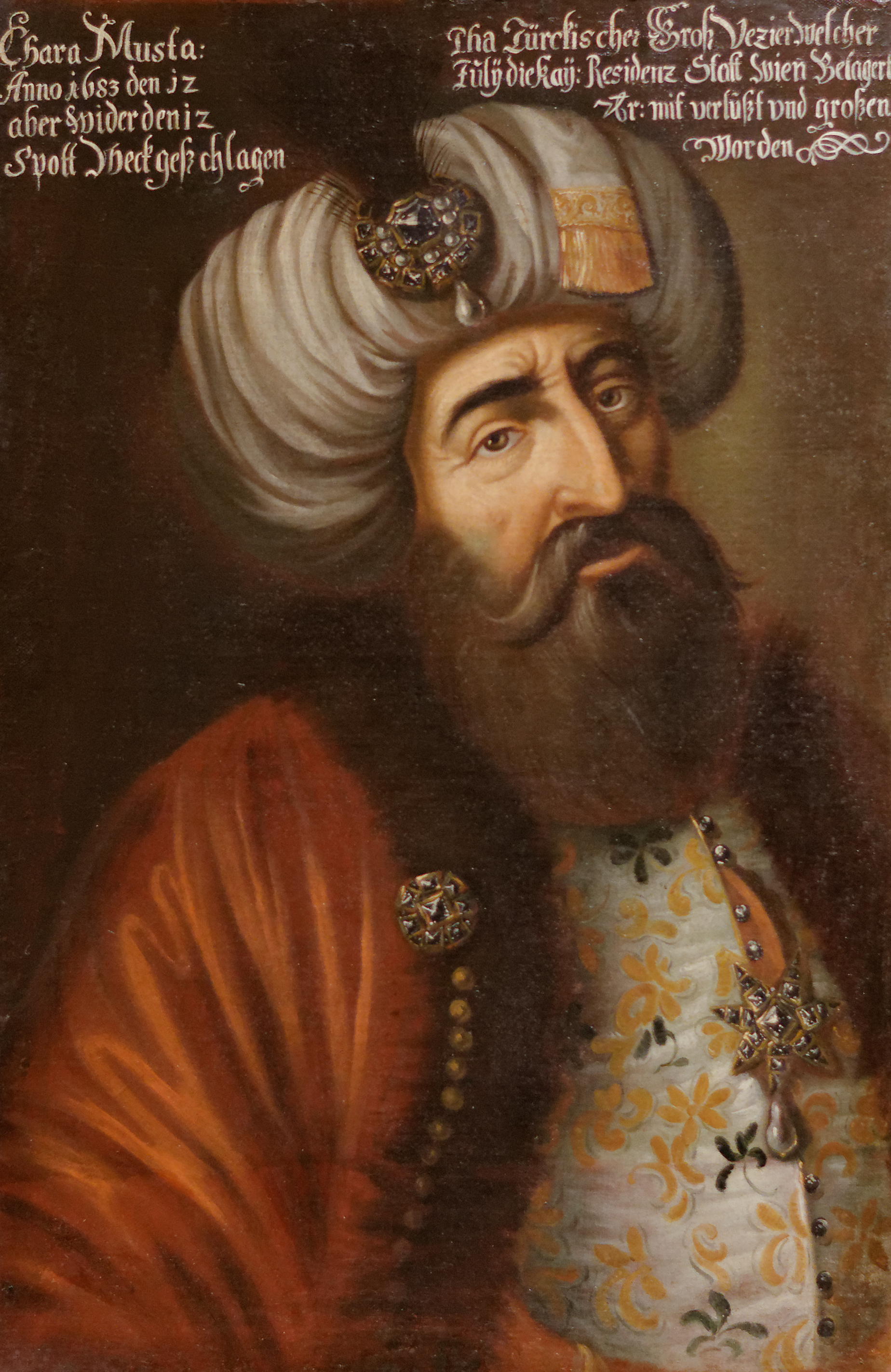
Kara Mustafa

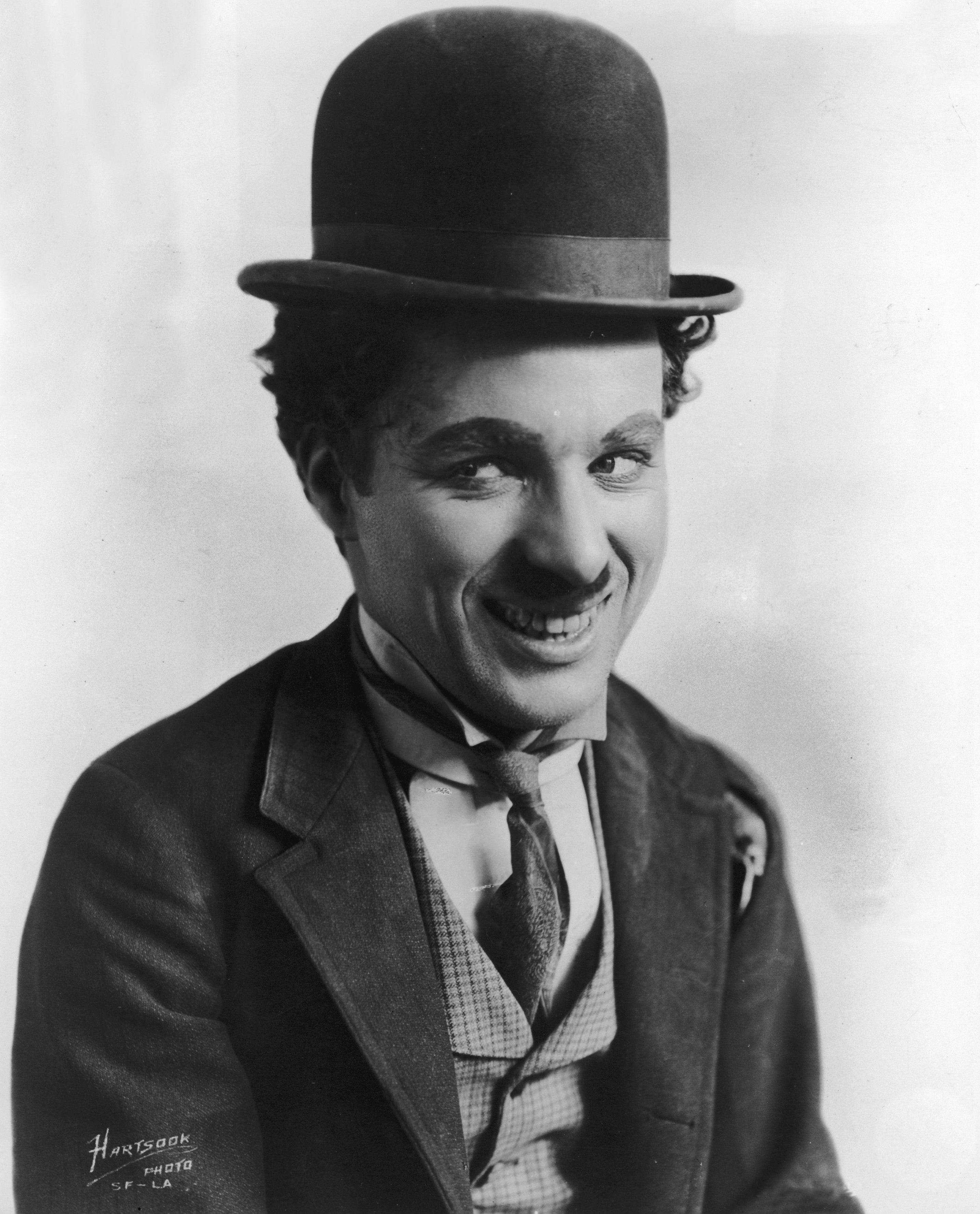
Charlie Chaplin

- 1156 – Sverker den äldre, kung av Östergötland och av hela Sverige
- 1359 – Beatrix av Bayern, drottning av Sverige
- 1406 – Henrik III, 27, kung av Kastilien
- 1635 – Samuel de Champlain, fransk upptäckare och grundare av staden Québec
- 1683 – Kara Mustafa, osmansk pasha och general som förlorade slaget om Wien
- 1779 – Hans Gädda, 54, svensk magister, kyrkoherde och prost
- 1820
  - James Burrill, 48, amerikansk federalistisk politiker och jurist, senator (Rhode Island)
  - Joseph Fouché, 61, fransk polischef
- 1845 – Wilhelm Friedrich Ernst Bach, 86, tysk kompositör
- 1847 – Carl Gustaf von Brinkman, 83, svensk poet och diplomat, ledamot av Svenska Akademien
- 1873 – Hardin Richard Runnels, 53, amerikansk politiker, guvernör i Texas
- 1875 – Tom Morris Jr, 24, skotsk golfspelare
- 1879 – John Lenning, 60, svensk fabrikör och donator
- 1892 – Nikolaj Adlerberg, 73, Finlands generalguvernör
- 1926 – Taishō, 47, japansk kejsare
- 1932 – Ernst Rolf, 41, svensk revyartist
- 1933 – Francesc Macià, 74, president i Generalitatet, autonom regering i Katalonien
- 1938 – Karel Čapek, 48, tjeckisk författare och upphovsman till ordet robot
- 1940 – Agnes Ayres, 42, amerikansk stumfilmsstjärna
- 1946 – W.C. Fields, 66, amerikansk skådespelare och komiker
- 1951 – Harry T. Moore, 46, amerikansk medborgarrättskämpe
- 1957 – Charles Pathé, 93, fransk filmproducent
- 1961
  - Owen Brewster, 73, amerikansk republikansk politiker
  - Otto Loewi, 88, tysk-österrikisk-amerikansk farmakolog, mottagare av Nobelpriset i fysiologi eller medicin 1936
- 1962 – Warren Austin, 85, amerikansk politiker och diplomat, senator (Vermont), FN-ambassadör
- 1963 – Tristan Tzara, 67, fransk poet
- 1972 – Rajaji, 94, indisk jurist, författare, statsman och religiös personlighet, Indiens generalguvernör
- 1973 – Ismet Inönü, 89, turkisk politiker, president
- 1977 – Charlie Chaplin, 88, brittisk skådespelare och regissör
- 1979 – Joan Blondell, 73, amerikansk skådespelare
- 1982 – Gustaf Färingborg, 74, svensk skådespelare
- 1983 – Joan Miró, 90, spansk målare
- 1989
  - Elena Ceaușescu, 73, rumänsk politiker, gift med Nicolae Ceaușescu
  - Nicolae Ceaușescu, 71, president och diktator i Rumänien
  - Gus Dahlström, 83, svensk skådespelare och musiker
- 1993 – Ann Ronell, 86, amerikansk jazzkompositör
- 1994 – Giani Zail Singh, 78, indisk politiker, Indiens president
- 1995 – Dean Martin, 78, amerikansk sångare och skådespelare
- 1996 – JonBenét Ramsey, 6, amerikansk skönhetsdrottning
- 1997 – Anatolij Bukrejev, 39, rysk bergsbestigare
- 2001 – Paul Höglund, 75, svensk skådespelare och operasångare
- 2004 – Nripen Chakroborthy, 99, indisk politiker
- 2005 – Birgit Nilsson, 87, svensk operasångare
- 2006
  - James Brown, 73, amerikansk sångare
  - Sven Lindberg, 88, svensk skådespelare
- 2007 – Giovanni Jaconelli, 85, svensk klarinettist
- 2008 – Eartha Kitt, 81, amerikansk sångare och skådespelare
- 2009 – Knut Haugland, 92, norsk upptäcktsresande och motståndsman
- 2011 – Khalil Ibrahim, sudanesisk rebelledare
- 2015 – George Clayton Johnson, amerikansk manusförfattare
- 2016 – George Michael, 53, brittisk popsångare och låtskrivare
- 2019 – Ari Behn, 47, norsk författare och konstnär